# Aeshna viridis
Aeshna viridis е вид насекомо от семейство Aeshnidae. Видът е незастрашен от изчезване.

## Разпространение и местообитание
Разпространен е в Австрия, Германия, Дания, Естония, Латвия, Литва, Нидерландия, Полша, Русия, Словакия, Сърбия, Украйна, Унгария, Финландия, Черна гора, Чехия и Швеция.
Среща се на надморска височина от -0,4 до 1,4 m.

## Описание
Популацията им е стабилна.